# Презельє
Презельє (італ. Preseglie) — муніципалітет в Італії, у регіоні Ломбардія, провінція Брешія.
Презельє розташоване на відстані близько 460 км на північ від Рима, 100 км на схід від Мілана, 22 км на північний схід від Брешії.
Населення — 1520 осіб (2014).

## Демографія
Населення за роками:

Станом на 1 січня 2023 року в муніципалітеті офіційно проживало 100 іноземців з 16 країн, серед них 7 громадян країн Євросоюзу та 17 громадян України.

## Сусідні муніципалітети
- Аньозіне
- Барге
- Біоне
- Одоло
- Саббіо-К'єзе
- Вестоне